# Xénophon
Pour les articles homonymes, voir Xénophon (homonymie).
Sauf précision contraire, les dates de cet article sont sous-entendues « avant l'ère commune », c'est-à-dire « avant Jésus-Christ ».
Œuvres principales

Cynégétique ou De la Chasse (390 av. J.-C.)
 Constitution des Lacédémoniens (378 av. J.-C.à 377 av. J.-C.) mais douteux
 Apologie de Socrate (370 av. J.-C.) 
Anabase (365 av. J.-C.)
 Mémorables
Le Banquet
Économique
Hiéron
L'Hipparque ou Le Commandant de cavalerie
De l'équitation
Cyropédie ou De l'Éducation de Cyrus Le Grand,
Agésilas
Helléniques
 Des revenus (355 av. J.-C.)
Compléments
Disciple de Socrate à Athènes 
 A participé à l'expédition de Cyrus le Jeune en Perse en tant qu'invité puis stratège commandant de l'arrière garde. 
 À la tête d'un vaste domaine agricole pendant vingt ans à Scillonte sous la protection de Sparte
 Y a élevé un temple dédié à Artémis.
Xénophon (en grec ancien Ξενοφῶν / Xenophōn) est un historien, philosophe et chef militaire de la Grèce antique né à Athènes vers 430, av. J.-C. et mort vers 355 av. J.-C. Outre l’Anabase et la Cyropédie, il a écrit une suite à l’Histoire de la guerre du Péloponnèse de Thucydide intitulée les Helléniques.
Bien que citoyen d'Athènes, Xénophon est aussi l'ami de Sparte. Aristocrate, partisan de l'oligarchie et proche du roi Agésilas II, il combat notamment en Perse au service de Sparte.
Xénophon, sans le savoir, ouvre la voie aux futures conquêtes d’Alexandre le Grand : dans l’Anabase, outre une description détaillée de son trajet en Asie, il montre qu'un corps expéditionnaire de soldats grecs peut traverser l’Empire perse invaincu. La campagne d'Agésilas en Asie Mineure confirme d'ailleurs la fragilité de l'Empire perse.

## Biographie

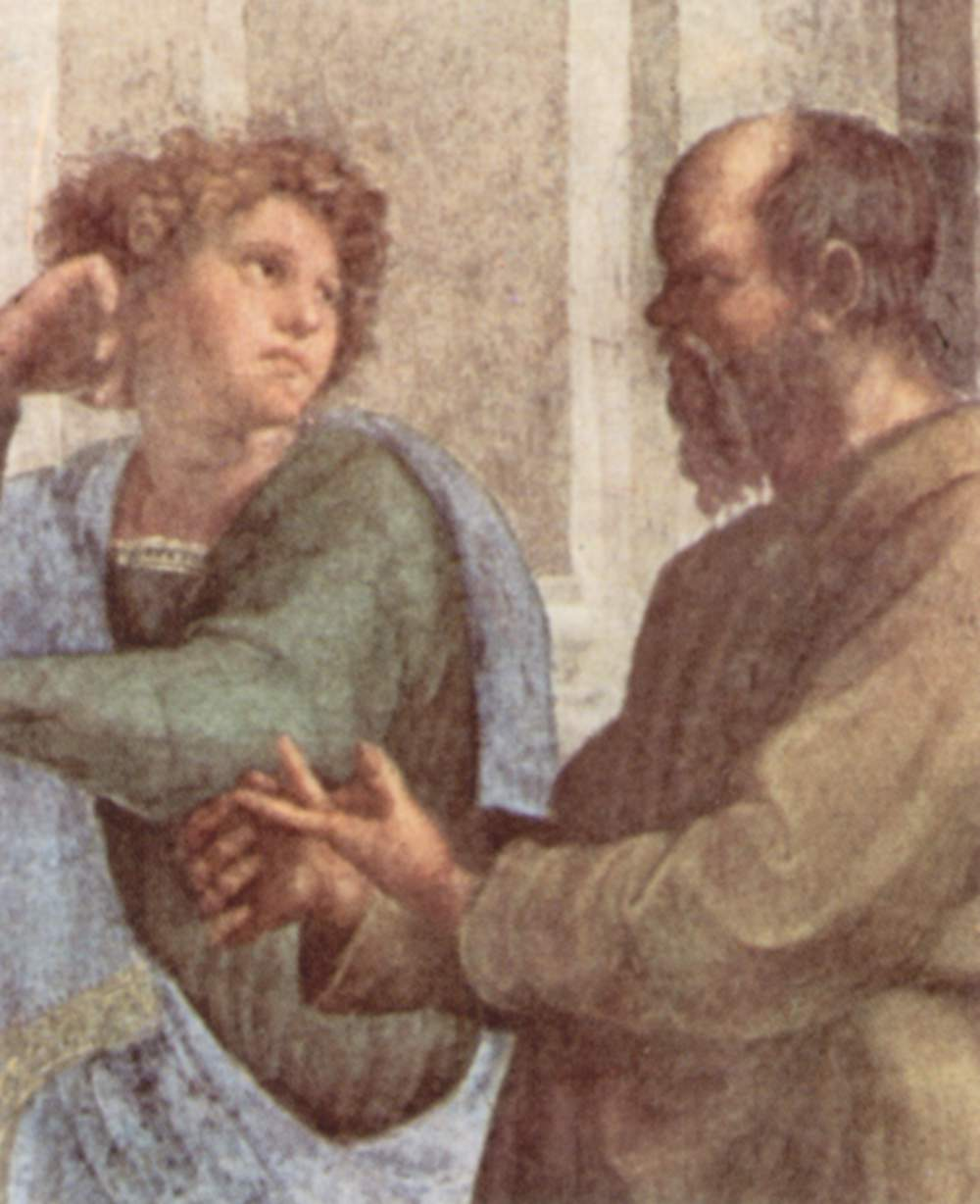
Xénophon à l'âge de 20 ans et Socrate, 60 ans, par Raphaël.

### 430/401: Athènes
Originaire du dème d’Erchia en Attique, Xénophon est le fils de Gryllos.
Sa date de naissance est discutée : comme il était jeune homme au début de l’Anabase, la date approximative de 430 est avancée ; certains auteurs osent des dates plus précises. E. Delebecque propose ainsi la date de 426, correspondant à l'âge minimal pour participer à l'expédition athénienne à Lesbos en 406 ; ou 428/427 selon l’historienne Claude Mossé.
Né dans une riche famille aristocratique, il fréquente les sophistes, dont Prodicos à Thèbes. Disciple de Socrate, il dresse de son maître le portrait d’un homme plus attiré par la morale et la logique que par la métaphysique, comme ceci apparaît dans l’Apologie de Socrate, les Mémorables et le Banquet.

### 404/401: Rencontre avec Socrate
Il devient l’élève de Socrate. Pénétré d'idées oligarchiques, il est hostile à la restauration de la démocratie après la tyrannie des Trente ; au sein des Socratiques, il ne s'entend ni avec Aristippe ni avec Platon, à qui il reproche de déformer les idées de Socrate par la superposition de leurs propres idées. D’après Photios, Xénophon est aussi l'élève d’Isocrate.
Selon Strabon, puis Diogène Laërce, Xénophon aurait combattu à la bataille de Délion, où Socrate lui aurait sauvé la vie alors qu'il était tombé de son cheval, chose impossible vu la date de naissance de Xénophon (430 ou 426) et celle de la bataille de Délion (424). L'épisode apocryphe n'est qu'une variation du sauvetage d'Alcibiade par Socrate à la bataille de Potidée.
Auditeur de Socrate, il prend son enseignement en notes. Si, selon les écrits de Diogène Laërce, les premières traces de la sténographie remonteraient à 430, les historiens considèrent Xénophon comme l’un des contributeurs précoces à cette invention : au IVe siècle av. J.-C., il consigne ses pensées sur Socrate en utilisant un système d’écriture rapide en grec.

### 401/399: Mercenaire et stratège
Appelé à la cour par son ami le stratège Proxène de Thèbes, il joint en observateur l’expédition de Cyrus le Jeune contre son frère Artaxerxès II (400). Il part un an avant la mort de Socrate. La bataille de Counaxa, en 401, est perdue du fait de la mort de Cyrus et bien que les Grecs eussent défait les Barbares et n’eussent perdu aucun homme.

#### La retraite des Dix Mille

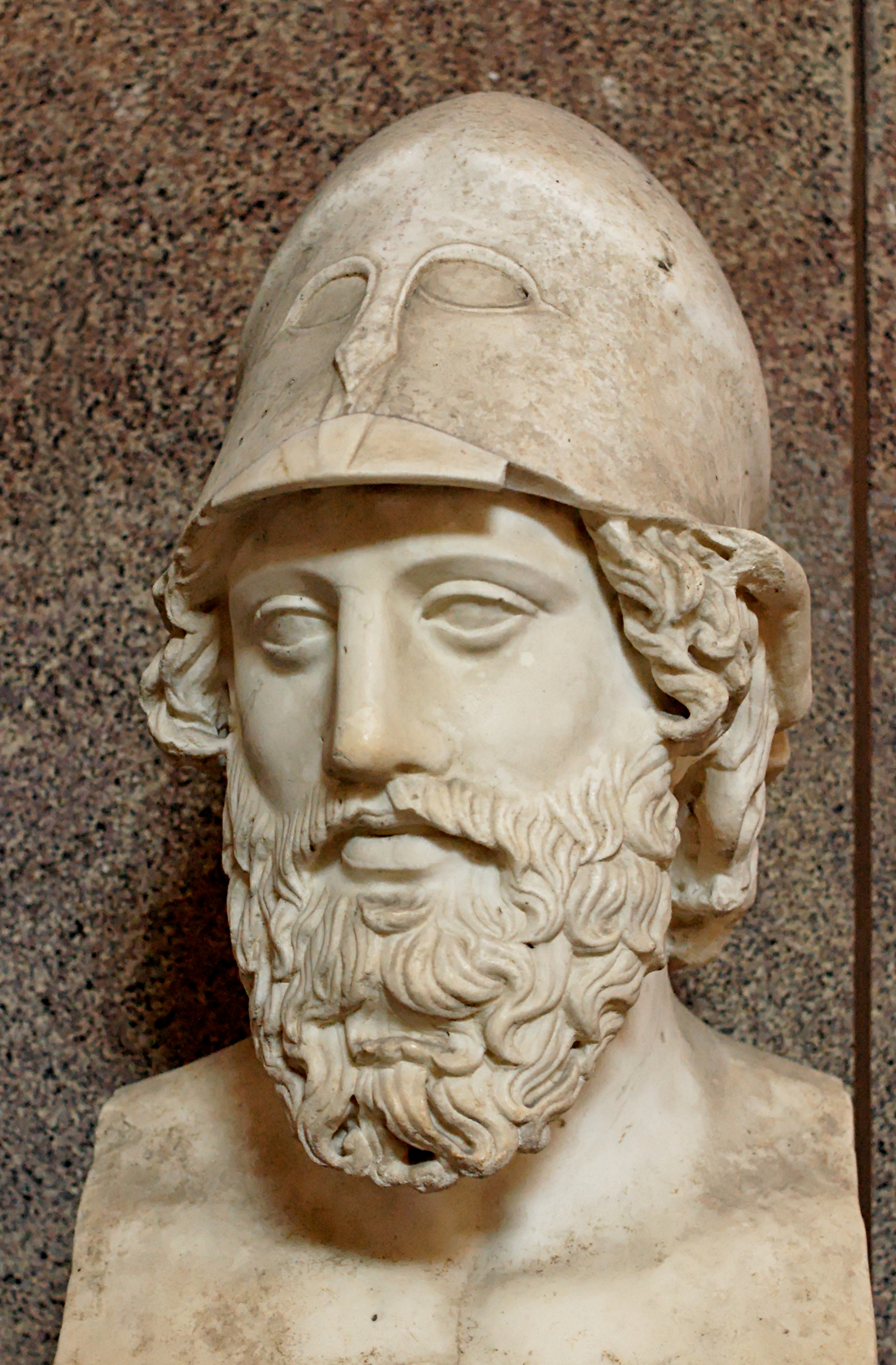
Buste d'un strategos coiffé d'un casque corinthien, vers 400.

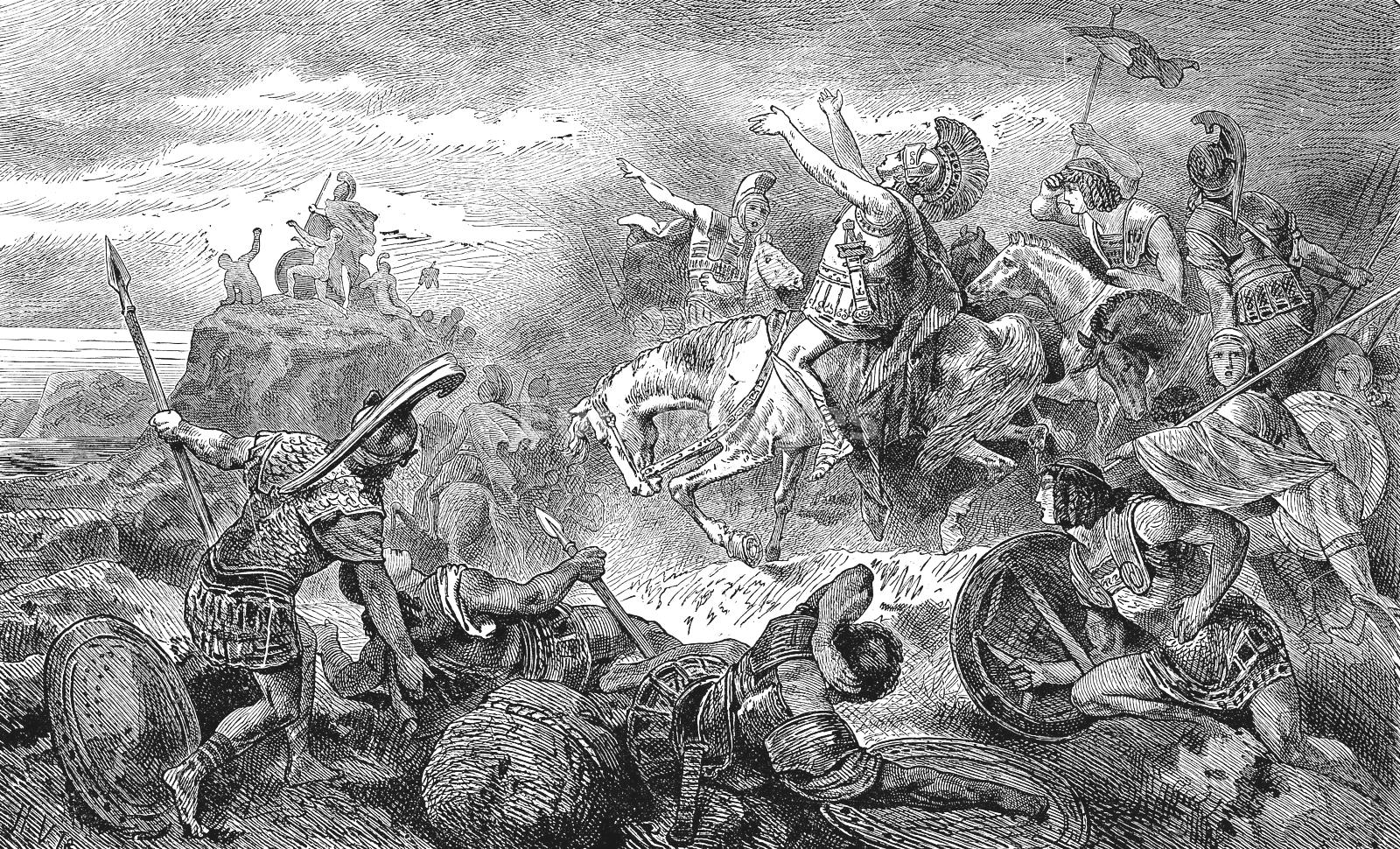
Les Dix Mille dont l'arrière-garde était commandée par Xénophon aperçoivent la mer : Thalassa ! Thalassa !

Cléarque dirige alors la retraite des Dix-Mille vers le nord. Des contacts sont noués avec le satrape Tissapherne, mais le spartiate Cléarque et la plupart des autres chefs tombent dans un guet-apens. Cléarque est décapité avec de nombreux officiers de son état-major, dont Proxène de Thèbes, ami de longue date de Xénophon. Ce dernier est élu stratège commandant de l’arrière-garde des mercenaires grecs, que dirige le général spartiate Chirisophos, successeur de Cléarque.
La retraite des mercenaires est restée dans l’histoire sous le titre de retraite des « Dix Mille » : les Grecs de la retraite sont 13 600 au départ et 8 000 à l'arrivée à Byzance. Xénophon décrit dans son ouvrage l’Anabase les multiples péripéties d'un trajet long et difficile, tant du fait de la géographie et du climat que de l'opposition des multiples peuples montagnards. Il se montre très soucieux du sort de ses soldats, dont les mésaventures continuent, une fois qu'ils sont descendus des montagnes : avec les cités grecques, avec la flotte spartiate et avec les diverses peuplades littorales. Il remet le commandement des restes de l'armée au spartiate Thimbron pour une campagne contre les satrapes perses en Asie Mineure.

### 399/394: Athènes et Sparte
À son retour à Athènes, il est mal accueilli car il s'est mis au service de Sparte. Il part alors pour Sparte, où il est incorporé aux troupes du roi Agésilas II qui combattent en Perse. Il est dès lors banni d’Athènes et dépossédé de ses biens.

### 394/374: Exil à Scillonte, dans le Péloponnèse
En 394, il se bat contre les Athéniens à Coronée ; Athènes le bannit pour cette trahison et ses idées politiques en faveur de Sparte. Il se marie avec Philésia, qui lui donne deux fils, deux jumeaux, Gryllos et Diodore, surnommés « les Dioscures ». À la demande du roi Agésilas II, il fait venir ses fils à Sparte pour y être élevés à la mode spartiate. Après avoir vécu à la cour du roi, il quitte Agésilas, et s’établit à Scillonte, en Élide, sur la côte ouest du Péloponnèse, territoire proche d'Olympie, site des Jeux Olympiques. D’après Démétrios de Magnésie, il est rejoint par sa femme et ses deux fils. Il passe plus de 20 ans à Scillonte. En 371, il est chassé par les Eléens et s'installe à Corinthe. Il envoie ses 2 fils dans l'armée athénienne, alliée à Sparte. Gryllos, cavalier lors de la bataille de Mantinée, meurt au champ d'honneur. Les Athéniens le célèbrent comme celui qui a tué Epaminondas. Une peinture célébrera cet exploit. Diodore, son frère, baptisera son fils Gryllos en son souvenir. Xénophon n'en dira pas un mot dans ses Helléniques, mais il termine son récit avec la bataille de Mantinée. Quand il apprit la nouvelle de sa mort, Xénophon était en train de célébrer un sacrifice. Il parut d'abord abattu, mais quand on lui dit qu'il était mort en combattant, il se redressa et parut fier, sans verser une larme.   

### 374/355: Corinthe
Sur son domaine, il rédige ses ouvrages, notamment l’Anabase et s’adonne entre autres à la chasse. Il rentre à Athènes en 365 lorsqu'une guerre entre Sparte et les Éléens l’oblige à quitter Scillonte ; il se réfugie à Élis, puis à Corinthe. Le grammairien Démétrios de Magnésie le dit mort à Corinthe ; Lucien de Samosate dans ses Exemples de longévité écrit qu'il a vécu 90 ans. Athènes, alliée de Sparte, lève la sentence de bannissement en 367 ; Istros, historien grec du IIIe siècle av. J.-C.,, dit qu'il fut exilé par ordre d'Eubule et rappelé par son avis,. Dion de Pruse, dans le VIIIe Discours, rapporte que Xénophon était déjà exilé pour sa participation à la campagne de Cyrus quand Diogène de Sinope arrive à Athènes. Or, c'est inexact. Il meurt en 355 ou peu après.

## Pensée de Xénophon
On peut distinguer dans l’œuvre de Xénophon des thèmes récurrents, correspondant aux différents aspects de sa vie d'homme politique, de militaire, et de disciple de Socrate :
- La philosophie socratique : Mémorables, Apologie de Socrate, Le Banquet.
- La philosophie politique : dans le Hiéron, l’Agésilas, la Cyropédie, la Constitution des Lacédémoniens.
- L'économie : l'Économique, Des revenus
- L'art du commandement : dans l’Anabase, L'Hipparque, l'Agésilas.
- La gestion des chevaux : De l'équitation, L'Hipparque.

### L'art du commandement
Xénophon aborde le thème de l'art du commandement — l'art de se faire obéir avec plaisir — dans au moins cinq de ses ouvrages :
- La Cyropédie
- L'Anabase
- L'Hipparque
- L'Économique
- Les Mémorables

#### La Cyropédie
Xénophon écrit, dans sa Cyropédie, une biographie romancée du Perse Cyrus II, une des toutes premières réflexions sur le leadership,. Il s'agit d'un « Émile » avant la lettre, une éducation idéale selon les préceptes de son maître Socrate. Selon Peter Drucker, on n'a rien écrit de mieux sur la question depuis.

#### L’Anabase
Élu stratège, c'est lui qui assure le succès de la retraite des Dix mille. Ses nombreux discours aux troupes. Le soin qu'il prend de ses hommes. Ses négociations avec les adversaires.

#### L’Hipparque
Dans l’Hipparque, Xénophon donne des conseils à un commandant de cavalerie. Dont, dans le chapitre 6, les moyens de s'assurer le respect et l'obéissance des hommes.

#### LesMémorables
Dialogue de Socrate avec Nicomachides.

### L'économie
Xénophon nous offre dans ses Mémorables, son Économique et son Revenus, « une des toutes premières réflexions sur le concept de gestion publique et privée ».

#### L’Économique
Dans cet ouvrage est décrit la gestion d'un grand domaine financier notamment le rôle central des femmes dans la famille ainsi que la formation et le commandement des chefs de culture à travers le chapitre XI ou encore dans le chapitre XXI les chefs des rameurs.

### Les chevaux
Xénophon a rédigé deux traités d'équitation qui sont les premiers à nous être parvenus dans leur intégralité :
- De l'Équitation (Péri Hippikés)
- L'Hipparque ou Le commandant de cavalerie.

Dans De l'Équitation (Péri Hippikés), ouvrage qui demeure surprenant par son sous-titre, Xénophon décrit la relation qui existe entre le cheval et son cavalier, pierre-de-touche des traités d'équitation qui suivirent. Son intérêt se porte principalement sur le cheval de guerre. Il y fait référence aux parades. Cinq chapitres concernent précisément l'équitation, les autres portent sur l'achat des chevaux, le dressage des poulains, thème qu'il aborde brièvement, suggérant d'en confier le soin à un professionnel, les soins et des instructions destinées aux palefreniers. Dans le dernier chapitre, il décrit l'armement du cavalier.
L'Hipparque ou Le commandant de cavalerie est consacré aux fonctions du commandant de cavalerie, et constitue plus un manuel de technique militaire et un guide pour ceux qui envisagent de poursuivre une carrière politique. À Athènes, le commandement de la cavalerie était attribué à deux généraux qui étaient élus tous les ans par l'Ecclésia, l'assemblée du peuple citoyen, pour occuper ce poste prestigieux, à la fois militaire et politique.

## Œuvres

### Sources
- Diogène Laërce, Vies, doctrines et sentences des philosophes illustres [détail des éditions] : Xénophon.

### Œuvres de Xénophon
Xénophon a écrit quatorze livres :
- Quatre historiques
- Quatre philosophiques ou moraux
- Quatre didactiques
- Deux politiques

#### Historiques
- Helléniques, récit de l'histoire grecque entre 411 av. J.-C. et 362 av. J.-C.

Xénophon (trad. Pierre Chambry), Œuvres complètes, t. 3, Garnier-Flammarion, 1967
- Agésilas, biographie apologétique du roi de Sparte Agésilas II.
- Anabase (Ἀνάϐασις / Anabasis), récit de l’expédition de Cyrus le Jeune et de la retraite des Dix-Mille.

Xénophon (trad. Paul Masqueray), Anabase, 2 vol., Les Belles Lettres, 1930-31
Xénophon (trad. Pierre Chambry), Œuvres complètes, t. 2, Garnier-Flammarion, 1967
- Cyropédie (Κύρου Παιδείας / Kurou Paideias), biographie romancée de Cyrus le Grand.

Xénophon (trad. Marcel Bizos), Cyropédie, 3 vol., Les Belles Lettres, 1971-1978
Xénophon (trad. Pierre Chambry), Œuvres complètes, t. 1, Garnier-Flammarion, 1967

#### Philosophiques
- Mémorables (Ἀπομνημονευμάτων / Apomnêmoneumatôn) : récits sur la vie de Socrate où Xénophon se veut le porte-parole de son ancien maître[28]

Xénophon (trad. Pierre Chambry), Œuvres complètes, t. 3, Garnier-Flammarion, 1967
- Apologie de Socrate (Ἀπολογία Σωκράτους / Apologia Sôkratous), sur la mort de Socrate.

Xénophon (trad. François Ollier), Le Banquet. Apologie de Socrate, Les Belles Lettres, 1961, 119 p. (ISBN 978-2-251-00334-4). 
Xénophon (trad. Pierre Chambry), Œuvres complètes, t. 3, Garnier-Flammarion, 1967
- Le Banquet, série de discours portant sur la nature et les qualités de l’amour.

Xénophon (trad. Pierre Chambry), Œuvres complètes, t. 2, Garnier-Flammarion, 1967
- Hiéron. De la tyrannie. Hiéron, Tyran de Syracuse, fondateur d'Etna.

Xénophon (trad. Pierre Chambry), Œuvres complètes, t. 1, Garnier-Flammarion, 1967

#### Didactiques
- Économique (Οἰκονομικός / Oikonomikos), sur l'administration d'une propriété agricole.

Xénophon (trad. Pierre Chantraine), Économique, Les Belles Lettres, 1949
Xénophon (trad. Pierre Chambry), Œuvres complètes, t. 2, Garnier-Flammarion, 1967
- De l'équitation, sur les principes à suivre dans le choix et l’éducation d’un cheval de guerre et sur l’équitation.

Xénophon (trad. Edouard Delebecque), De l'Art équestre, Les Belles Lettres, 1978
Xénophon (trad. Pierre Chambry), Œuvres complètes, t. 1, Garnier-Flammarion, 1967

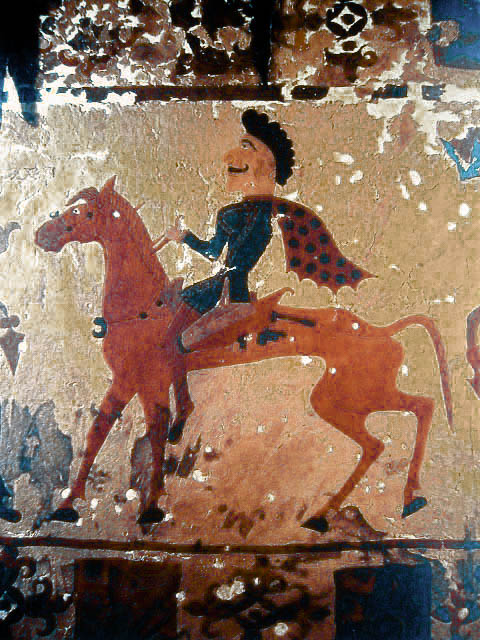
Représentation de cavalier à Pazyryk, env. 400. On distingue une muserolle sur le harnachement du cheval, comme le conseillait déjà Xénophon.

- L'Hipparque, court traité destiné à un jeune hipparque, officier commandant une hipparchie d'environ 500 cavaliers.

Xénophon (trad. Edouard Delebecque), Le Commandant de la Cavalerie, Les Belles Lettres, 1973
Xénophon (trad. Pierre Chambry), Œuvres complètes, t. 1, Garnier-Flammarion, 1967
- Cynégétique. Traité sur la chasse.

Xénophon (trad. Edouard Delebecque), L'Art de la Chasse, Les Belles Lettres, 1970
Xénophon (trad. Pierre Chambry), Œuvres complètes, t. 2, Garnier-Flammarion, 1967

#### Philosophie politique
- Constitution des Lacédémoniens (Λακεδαιμονίων Πολιτεία / Lakedaimoniôn Politeia), apologie de Sparte.

Xénophon (trad. Pierre Chambry), Œuvres complètes, t. 2, Garnier-Flammarion, 1967
Xénophon (trad. Jean Ducat), Constitution des Lacédémoniens, Paris, Les Belles Lettres, coll. « Collection des universités de France, série grecque, coll. Budé », 2025, 396 p. (ISBN 978-2251006666)
- Des revenus, livre de réformes économiques préconisées pour la cité d'Athènes, fondées sur la bienveillance et la paix.

Xénophon (trad. Pierre Chambry), Œuvres complètes, t. 1, Garnier-Flammarion, 1967

### Pseudo-Xénophon
- L'Alcibiade mineur (ou Second Alcibiade), longtemps attribué par la tradition à Platon, est attribué à Xénophon par Athénée[29]. Cette attribution ne fait pas consensus.
- La Constitution des Athéniens (ou La République des Athéniens) a longtemps été attribuée à Xénophon. Cette paternité est désormais contestée, les historiens parlent de « Pseudo-Xénophon ». L'auteur inconnu de ce traité est parfois aussi appelé le « Vieil Oligarque » en raison de son parti pris en faveur des régimes oligarchiques[30]. Il s'agit en effet d'un pamphlet contre la démocratie athénienne écrit vers 430 av. J.-C.
  - Xénophon (trad. Émile Belot), La république d'Athènes : lettre sur le gouvernement des Athéniens / adressée en 378 avant J.C. par Xénophon au roi de Sparte Agésilas, Paris, Pedone-Lauriel, 1880-1881 (OCLC 492819946, ASIN B001CG2UJU, SUDOC 108241262).
  - Traduction de Pierre Chambry, La République des Athéniens, 1933. Consultable en ligne.
  - Traduction et commentaire par Claudine Leduc, Besançon, Les Belles Lettres, 1976 (thèse de 3e cycle ès Lettres, Besançon, 1972). Consultable en ligne.
  - Édition, traduction et commentaire de Dominique Lenfant, Pseudo-Xénophon, Constitution des Athéniens, Les Belles Lettres, 2017.

### Éditions (œuvres complètes)
- Opera, édi. par E. C. Marchant, Harvard University Press, coll. « Loeb Classical Library », 7 vol., 1947-1968. Texte grec et traduction annotée
- Xénophon. Œuvres complètes, trad. Pierre Chambry, Garnier-Flammarion, 3 vols., 1967 :
  - T. 1 : Cyropédie - Hipparque - Équitation - Hiéron - Agésilas - Revenus
  - T. 2 : Anabase - Banquet - Économique - De la chasse - La République des Lacédémoniens - La République des Athéniens
  - T. 3 : Les Helléniques - Apologie de Socrate - Les Mémorables